# Asociace organizací neslyšících, nedoslýchavých a jejich přátel
Asociace organizací neslyšících, nedoslýchavých a jejich přátel, z. s. zkráceně ASNEP je organizace zastřešující subjekty pracující ve prospěch neslyšících občanů České republiky, jejich rodin a přátel. Organizace byla založena v roce 1992.

## Cíle organizace
Cílem organizace ASNEP je poskytnout oficiální komunikační platformu pro subjekty zabývající se poskytováním služeb neslyšících a jejích blízkým. Dále slouží jako prostředník  při komunikaci těchto organizaci se státem, reprezentaci jejich zájmů, prosazování legislativních úkonů.

## Struktura
Nejvyšším orgánem sdružení je zasedání zástupců řádných členů, jež se schází jednou měsíčně. Prezident ASNEP je volen zasedáním na dobu dvou let. V roce 2020 měla ASNEP 8 řádných, 6 přidružených a 2 čestné členy.

Asociace vytvořila tyto komise pro řešení otázek tlumočení pro neslyšící (EKOTN), pro otázky vzdělávání (EKOV), pro sociální práce (EKSP), pro skryté titulky (EKST) a legislativní komisi (LK). Mezi projekty organizace patří vydávání časopisu GONG a zprávy v českém znakovém jazyce.